# جون كازيمير
جون كازيمير (بالإنجليزية: John Casimir)‏ هو عازف جاز أمريكي، ولد في 16 أكتوبر 1898، وتوفي في 3 يناير 1963.

## وصلات خارجية
- جون كازيمير على موقع ميوزك برينز (الإنجليزية)
- جون كازيمير على موقع ديسكوغز (الإنجليزية)